# Birgit Hogefeld
Birgit Hogefeld (Wiesbaden, 27 juli 1956) is een voormalige Duits terrorist. Zij was een van de aanvoerders van de zogenaamde "Derde generatie" van de Rote Armee Fraktion (RAF). Hogefeld was de laatste RAF-terroriste die nog in de gevangenis zat, voor ze op 21 juni 2011 werd vrijgelaten.
Birgit Hogefeld werd op 27 juni 1993 in Bad Kleinen tijdens een antiterreuroperatie door de elite-eenheid GSG 9 gearresteerd. Medeverdachte Wolfgang Grams en een politieagent kwamen hierbij om het leven. Ze werd op 5 november 1996 veroordeeld tot een levenslange gevangenisstraf onder andere wegens de moord op de Amerikaanse militair Edward Pimental en de bomaanslag (twee personen stierven en elf raakten gewond) op de Amerikaanse vliegbasis Rhein-Main Air Base bij Frankfurt am Main in 1985. Haar betrokkenheid bij de moord op Treuhand-manager Detlev Rohwedder op 1 april 1991 wordt ernstig vermoed, maar is tot nu toe niet aangetoond.
Gezien de zwaarte van de begane misdaden is een voorwaardelijk vrijlating niet mogelijk. Een verzoek om gratie werd in mei 2007 afgewezen. Een vervroegde vrijlating was pas mogelijk in 2011.
Ook het tweede verzoek om gratie van voormalig RAF-lid Birgit Hogefeld was in 2010 afgewezen. Bondspresident Horst Köhler van Duitsland wees het verzoek van de vrouw af. Ze was in 1996 veroordeeld tot levenslang, wat later werd omgezet in 18 jaar gevangenisstraf.
Köhler maakte zijn beslissing bekend na een interview met Hogefeld maar een reden voor het afwijzen van de clementie werd niet gegeven. Hij had in 2007 een eerder verzoek van de vrouw ook al afgewezen. Op 10 juni 2011 maakte de rechtbank in Frankfurt bekend dat Hogefeld nog in die maand vrij zou komen. De resterende 5 jaar van haar straf werden omgezet in een voorwaardelijke gevangenisstraf.